# Ṭāʾ
Ṭāʾ (ط) – szesnasta litera alfabetu arabskiego. Używana jest do oznaczenia dźwięku [dˤ], tj. faryngalizowanej spółgłoski zwartej dziąsłowej dźwięcznej. Pochodzi od fenickiej litery Tet.
W języku polskim litera ṭāʾ jest transkrybowana za pomocą litery T.
W arabskim systemie liczbowym literze ṭāʾ odpowiada cyfra 9.

## Postacie litery
| Postać: | izolowana | końcowa | środkowa | początkowa |
| ------- | --------- | ------- | -------- | ---------- |
| Wygląd: | ط‬         | ـط‬      | ـطـ‬      | طـ‬         |

## Kodowanie
| Znak                   | ط                 | ط                 |
| ---------------------- | ----------------- | ----------------- |
| Nazwa w Unikodzie      | Arabic Letter Tah | Arabic Letter Tah |
| Kodowanie              | dziesiątkowo      | szesnastkowo      |
| Unicode                | 1591              | U+0637            |
| UTF-8                  | 216 183           | d8 b7             |
| Odwołania znakowe SGML | &#1591;           | &#x0637;          |